# Arsen Kotsoïev
Arsen Borissovitch Kotsoïev (en russe : Арсен Борисович Коцоев, en ossète : Арсен Коцойты) (15 janvier 1872 - 4 février 1944) est un des fondateurs de la prose ossète, il eut une grande influence sur la formation de l'ossète moderne.